# Jan Ciharoŭ
Jan Aljaksandravič Ciharoŭ (in bielorusso Ян Аляксандравіч Цігароў?, traslitterazione anglosassone: Yan Alyaksandravich Tsiharow, in russo Ян Александрович Тигорев?; Minsk, 10 marzo 1984) è un ex calciatore bielorusso, di ruolo centrocampista o difensore.

## Caratteristiche tecniche
È un mediano che all'occorrenza può essere schierato terzino destro.

## Carriera

### Club
Dopo aver militato nella Dinamo Minsk, con cui conta 117 presenze, nel 2006 si trasferisce al Metalurh Zaporižžja, in cui milita tuttora.

### Nazionale
Con la Nazionale bielorussa conta 16 presenze.

## Palmarès

### Club

#### Competizioni nazionali
- Coppa di Bielorussia: 1

Dinamo Minsk: 2003
- Campionato bielorusso: 1

Dinamo Minsk: 2004
- Coppa di Russia: 1

Lokomotiv Mosca: 2014-2015